# 大荒乡
大荒乡是中国辽宁省盘锦市盘山县下辖的一个乡。

## 行政区划
大荒乡下辖三棵村、三道村、后胡村、得胜村、小荒村、大荒村、绕阳村、大仓村、后鸭子场村。